# Rugby à XV en Uruguay

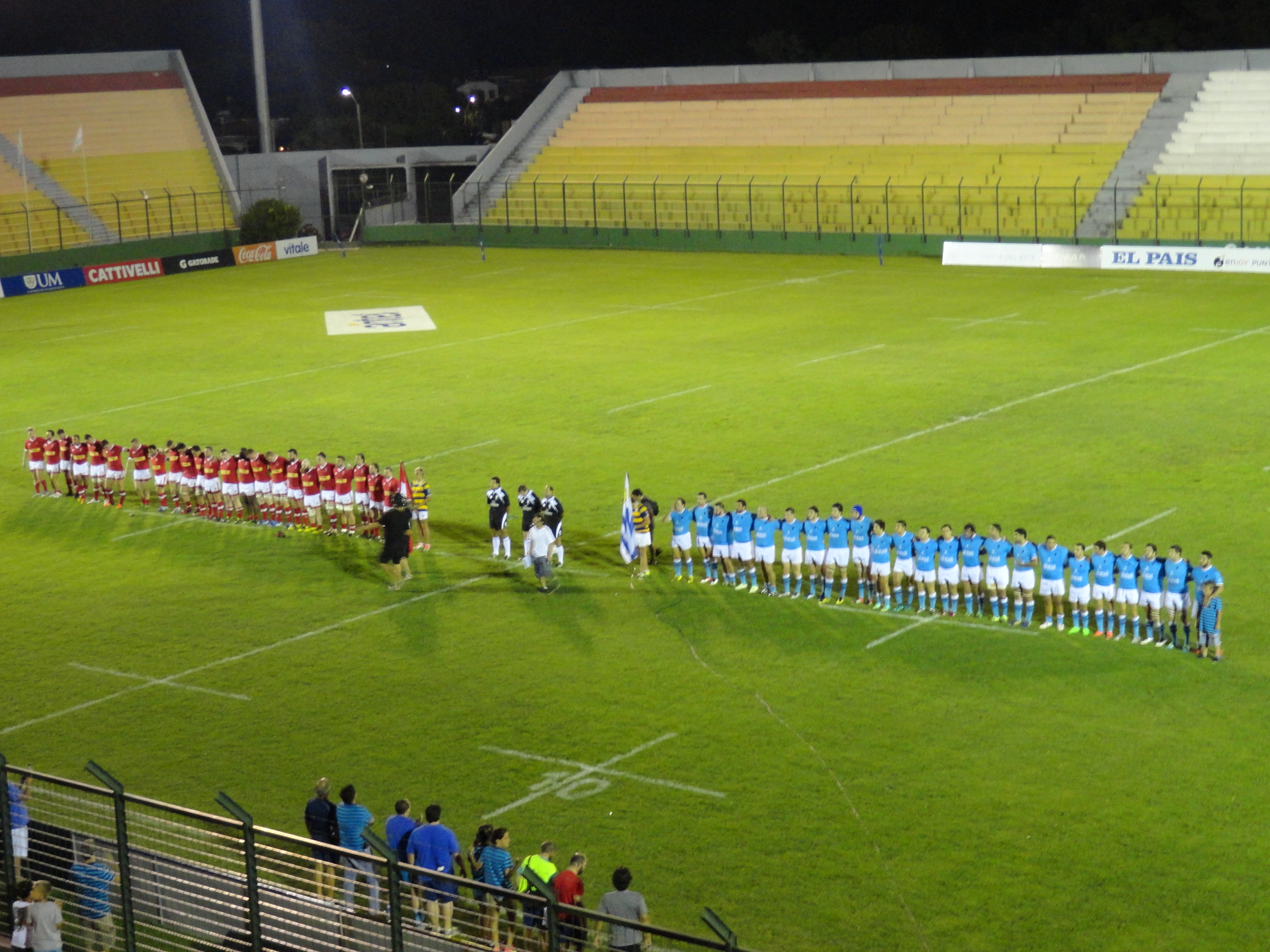
L'équipe masculine uruguayenne de rugby à XV (en bleu) lors d'un match contre le Canada en 2017.

Le rugby à XV en Uruguay est l'un des sports les plus populaires du pays. L'équipe nationale, connue sous le surnom de Los Teros, joue des matches internationaux depuis la fin des années 1940.

## Historique
L'équipe d'Uruguay participe notamment à cinq Coupes du monde, en 1999 et en 2003, puis, après deux échecs au profit du Portugal en 2007 et de la Roumanie en 2011, l'Uruguay revient pour celles de 2015, de 2019 et de 2023,.

## Institution dirigeante
L'Unión de Rugby del Uruguay est l'instance dirigeante du rugby à XV en Uruguay. L'organisation est fondée en 1951 et est devenue officiellement affiliée à l'International Rugby Board en 1989. Elle est également membre de la Confederación Sudamericana de Rugby (CONSUR),.